# Система сходящихся сил

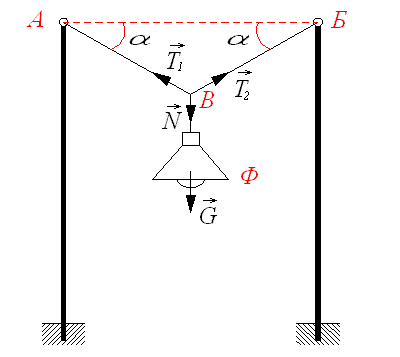
Пример системы сходящихся сил: система сил, приложенных в точке В, является сходящейся

Систе́ма сходя́щихся сил — это такая система сил, действующих на абсолютно твёрдое тело, в которой линии действия всех сил пересекаются в одной точке.
Такая система сил является на плоскости статически определимой, если число неизвестных сил в ней не больше двух (а не трёх, как в других статически определимых системах). Это обусловлено тем, что, при условии равенства нулю равнодействующей системы сил, момент системы сил равен нулю относительно любой точки плоскости по теореме Вариньона, а не исходя из условий равновесия статики. 
В трёхмерном пространстве сходящаяся система сил является статически определимой, если число неизвестных сил в ней не превышает трёх.
На практике простейшим примером сходящейся системы сил являются силы, действующие на груз, лежащий на абсолютно гладком, горизонтальном столе. В такой системе сил имеется сила тяжести, и сила реакции опоры, действующие вдоль одной линии. Другим примером сходящейся системы сил являются силы, действующие в точке подвеса груза, висящего на двух тросах (см. рисунок).
Задачи с системой сходящихся сил могут быть решены как аналитически, так и графически (методами графостатики).